# Bernhard Erasmus von Deroy

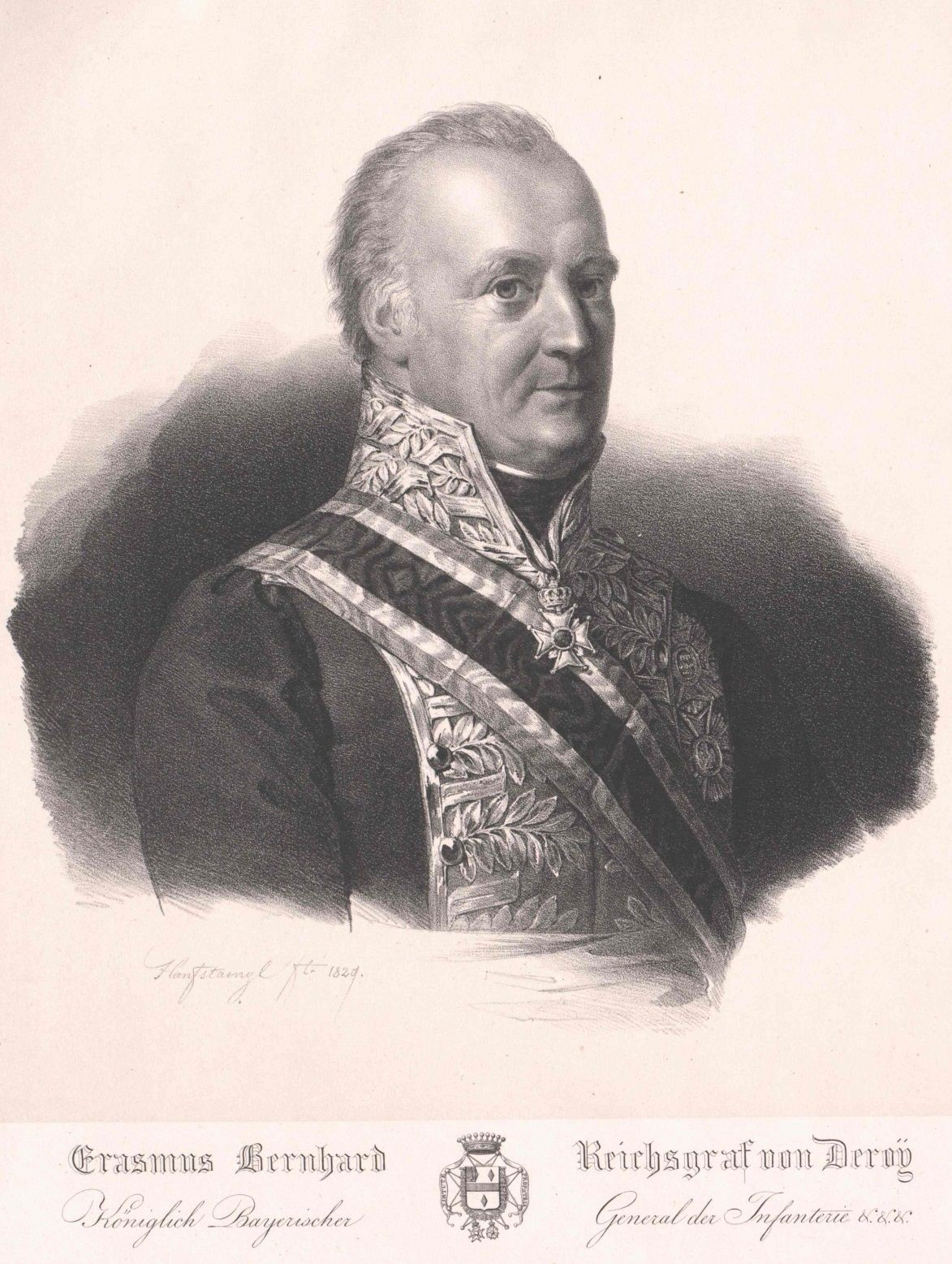
Bernhard Erasmus von Deroy, Lithographie von Franz Hanfstaengl, 1829

Bernhard Erasmus Deroy, seit 1812 Graf von Deroy, (* 11. Dezember 1743 in Mannheim, Kurfürstentum Pfalz; † 23. August 1812 in Polozk, Kaiserreich Russland) war ein bayerischer General und Militärreformer. Er starb an einer Verwundung aus der Ersten Schlacht bei Polozk im Russlandfeldzug Napoleons.

## Leben
Deroy wurde am 11. Dezember 1743 in Mannheim als Sohn des kurpfälzischen Generals und Festungsbauvorstandes Matthias Bertram de Roy und dessen Gattin Elisabeth Christine, geborene von Hofstatt, geboren. Bereits am 22. Juni 1750 wurde er zum Fähnrich im kurpfälzischen Infanterie-Regiment „Pfalzgraf Karl August“ ernannt. Im Siebenjährigen Krieg von 1756 bis 1763, an dem er von Beginn an auf Seiten der antipreußischen Koalition teilnahm, trug er in der Schlacht bei Hastenbeck am 26. Juni 1757 die Leibfahne des Regiments. Am 14. Februar 1761 zum Lieutenant, am 5. September 1763 zum Kapitän in seinem Regiment befördert, übernahm er eine Grenadierkompanie und wurde am 30. Oktober 1775 zum Major in dem nunmehr in „Herzog Karl II. von Zweibrücken“ unbenannten Infanterie-Regiment ernannt. Nach Versetzung zum Infanterie-Regiment „Rodenhausen“ wurde er am 8. Juni 1784 zum Oberstlieutenant sowie am 21. Dezember 1787 zum Oberst befördert. Am 3. März 1788 kehrte er als Kommandant zu seinem alten Regiment „Herzog Karl“ zurück.
Am 3. November 1792 zum Generalmajor befördert wurde er zum Gouverneur von Mannheim als Kommandant für die Festungsanlagen beordert, wo er die Festung für die zu erwartenden französischen Angriffe ständig verstärkte. Am 23. und 24. Dezember 1794 wurde Mannheim von den französischen Belagerungstruppen schwer mit Granaten bombardiert, wobei Deroy selbst das Kommando über die Rheinschanze jenseits des Rheins übernahm, die die Franzosen allein angriffen. Durch Eisstoß wurde die Brücke über den Rhein zerstört, so dass er von der Festung Mannheim abgeschnitten die Rheinschanze nur noch bis zum 25. Dezember 1794 halten konnte. Dann überließ er den Franzosen die Rheinschanze, ohne dass dem Feinde Geschütze, Waffen und Vorräte in die Hände gefallen wären. Nach Übergabe der Stadt Mannheim an die Franzosen verließ Deroy am 22. September 1795 die Stadt und durfte mehrere Jahre nicht am Krieg gegen dieselben teilnehmen.
Im Frühjahr 1800 erhielt Deroy im Zuge der Aufstellung des Subsidiencorps unter General Zweybrücken das Kommando über die 1. Brigade in Stärke von 6000 Mann (sie bestand aus dem Grenadierbataillon „Reuß“, einem Bataillon „Kurprinz“, einem Bataillon „Morawitzky“, einem Bataillon „Herzog Wilhelm“, dem Bataillon „Schloßberg“, einer Kompanie Scharfschützen, drei Eskadronen Cheveaulegers, Fußartillerie und einer Abteilung reitende Artillerie) übertragen. Nach Musterung durch den englischen Kommissär, den bevollmächtigten Minister Wickham, wurde am 12. Mai 1800 Deroys 1. Brigade mit Wredes 2. Brigade zum Subsidiencorps vereinigt. Während der Schlacht von Diedenhofen am 5. Juni 1800 trug er an der Spitze seiner Brigade kämpfend viel dazu bei, dass bei der allgemeinen Flucht immer hinhaltend Widerstand geleistet wurde. Am 27. Juni 1800 entriss er den Franzosen in dem Gefecht bei Neuburg an der Donau wieder genommenes Gelände und zeichnete sich durch persönliche Tapferkeit und militärisches Können aus. Nach der Schlacht von Hohenlinden am 3. Dezember 1800 geriet Deroy mit einem Großteil des österreichisch-bayerischen Korps in französische Gefangenschaft.

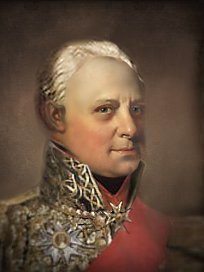
Bernhard Erasmus von Deroy

Im Jahre 1801 berief Herzog Wilhelm in Bayern Deroy als Mitglied in die Kommission zur Verbesserung des Heerwesens und machte sich um die Reorganisation des bayerischen Heers verdient. Bei der Neueinteilung der Armee wurde er am 5. April 1803 mit dem Kommando über die niederbayerische Brigade in Landshut betraut. Im Frühjahr 1804 führten Deroy und Wrede das auf die neuen Erkenntnisse der Kriegskunst basierendes Kriegsreglement ein. Am 21. April 1804 zum Generallieutenant befördert wurde ihm mit Armeebefehl vom 28. September 1804 das Militär-Ehrenzeichen verliehen, das ihm der Kurfürst persönlich verlieh. Napoleon überreichte ihm am 16. März 1805 den Großadler der französischen Ehrenlegion.
Im Krieg gegen Österreich 1805 erhielt Deroy am 27. September 1805 zunächst das Kommando über die aus 6 Brigaden bestehende Armee. Im Oktober 1805 führte er seine Division (3 Brigaden) nach München und Salzburg. Am 1. November 1805 erhielt er von Marschall Bernadotte den Auftrag, von Salzburg aus Tirol zu nehmen. Unter verlustreichen Kämpfen eroberte er die Passhöhen vor Tirol (Pass Strub), dabei wurde er während einer Erkundung am Oberschenkel getroffen und übergab das Kommando an Wrede. Im Armeebefehl vom 1. März 1806 wurde ihm für seine Verdienste das Großkreuz des Militär-Max-Joseph-Ordens verliehen. Am 13. April 1806 übernahm er wieder das Kommando über die bayerischen Truppen.
Im Feldzug gegen Preußen führte er unter dem Oberbefehl des Prinzen Jerome und ab Dezember unter Vandamme seine Division von Bayreuth über Dresden nach Glogau, das er einschloss und vom 13. bis 25. November beschießen ließ. Glogau kapitulierte am 2. Dezember 1806. Dann erhielt er zuerst Befehl, zur Weichsel vorzurücken, hatte aber dann kehrtzumachen und Breslau zu belagern. Nach viertägiger Beschießung versuchte er eine Erstürmung, wurde jedoch von der preußischen Besatzung abgewiesen. Die Festung gab am 6. Januar 1807 auf. Danach belagerte er die Festung Brieg, deren Übergabe er am 16. Januar 1807 entgegennahm. Ende Januar belagerte er unter schwierigen Witterungsbedingungen das von David von Neumann verteidigte Cosel. Nachdem ein Bombardement der Festung am 4. Februar und mehrere Angriffe keine Wirkung zeigten, gab Deroy die Belagerung auf und begnügte sich im März mit einer Einschließung der Festung. Am 20. Juni 1807 rückte er mit seinen Truppen vor Glatz. Nach Zerschlagung des preußischen Lagers in der Nacht zum 24. Juni 1807 begannen am folgenden Tage Kapitulationsverhandlungen. Dem Kommandanten Friedrich Wilhelm von Götzen gelang es dabei, die tatsächliche Übergabe der Festung zu verhindern. Danach bestürmten die bayrischen Truppen vom 26. bis 30. Juni die Festung Silberberg, die sich bis zum Friedensschluss hielt und daher, wie auch die Festungen Kosel und Glatz, nach dem Frieden von Tilsit in preußischer Hand blieb. Damit endeten die Kämpfe in Schlesien.
Mit Armeebefehl vom 24. Dezember 1807 wurde ihm das Kommando über das neu gebildete Generalkommando in Bayern übertragen. Am 27. November 1807 wurde er zum Geheimen Rat ernannt.
Vor dem Krieg gegen Österreich übergab er das Kommando über seine 1. Division am 1. April 1809 an Kronprinz Ludwig und erhielt die 3. Division. Am 14. April 1809 rückte er nach Landshut vor, das am 15. April von starken österreichischen Truppen besetzt wurde. Deroy stellte sein Korps beiderseits einer Isarbrücke auf, wo nur ein Frontalangriff möglich war. Nach schwerem Gefecht kämpfend ausweichend stellte er sich hinter den Höhen bei Weihmichl zum Kampf, griff die nachfolgenden Österreicher mit allen Kräften an und fügte ihnen so bedeutende Verluste zu, dass sie sich hinter Pfettrach zurückzogen. Am 17. April 1809 erreichte er Siegenburg und ging am 19. April als Reserve der bayerischen Armee bei Abensberg in Stellung. Am rechten Flügel der Grande Armee eingesetzt kämpfte Deroy in den Gefechten bei Schierling (21. April 1809) und Eggmühl (22. April 1809) glücklich und erfolgreich. Bis Anfang Mai 1809 verlegte das Bayerische Heer vor Tirol und trat zum Angriff auf die Festung Kufstein an, die er ausgesprochen geschickt operierend zu nehmen wusste. Über Schwaz nach Innsbruck vorrückend schien Tirol unterworfen und Deroy erhielt die Aufgabe, mit den bayerischen Truppen als Besatzungsmacht das Land im Zaum zu halten. Hierzu richtete er sich mit seiner Truppe in Innsbruck ein und versuchte mit den bei Mittenwald befindlichen Truppen Verbindung zu halten, die jedoch wegen des Feldzugs gegen Wien nicht verfügbar waren. Am 29. Mai 1809 griffen die verbündeten Österreicher und Tiroler auf allen Fronten an und fügten den bayerischen Truppen schwere Verluste zu, Deroy vermochte jedoch die Stellungen zu halten. Nachdem Munition und Lebensmittel aufgebraucht waren, trat er in der Nacht zum 30. Mai 1809 den Rückzug nach Kufstein an, das er am folgenden Tag erreichte. Von Wolfratshausen aus ging er zum Gegenangriff über und stellte die Ausgangslage vom Mai wieder her. Anfang August 1809 verteidigte er wiederum bei Innsbruck seine Stellungen erfolgreich. Am 13. August 1809 war er wiederum weit überlegenem Feind ausgesetzt und musste sich, nachdem Munition und Proviant zur Neige gingen, über Schwaz nach Kufstein zurückziehen. Am 16. Oktober 1809 trat er endlich zur erfolgreichen Unterwerfung Tirols an. Nach Übernahme des Generalkommandos in München wurde Deroy am 1. Januar 1811 zum General der Infanterie ernannt.

Wappen der Deroy

Im Russlandfeldzug 1812 befehligte Deroy die 19. Division des VI. Korps unter de Gouvion St.-Cyr, mit dem er im April 1812 bei Płock an der Weichsel eintraf. Nicht nur Prinz Eugen (1817 zum Herzog von Leuchtenberg erhoben) lobte nach einer Heerschau den General Deroy mit dem bayerischen Kontingent wegen seiner Disziplin, Haltung und Waffenfertigkeit, wo bei den Armeen anderer Nationen wegen Krankheiten, Desertion und anderer Übel schwere Missstände eingerissen waren. Während des Übersetzens über den Njemen musterte Napoleon das Bayerische Korps und auch er anerkannte die gute Haltung der Bayern und ihres Generals. Von Napoleon persönlich geführt erhielt das bayerische Kontingent am 5. August den Befehl, nach Polazk vorzurücken, wo er am 7. August eintraf. Bis 17. August war das bayerische Korps von 13.000 Mann wegen Krankheiten und Entbehrungen auf 5.000 Mann unter Waffen zusammengeschmolzen und wurde bei der Ersten Schlacht von Polazk als Reserve eingesetzt. Tags darauf besetzte Deroy Spas und brachte seine Truppen längs der Polota in Stellung. Von dort aus ließ er morgens angreifen und warf bald die feindlichen Vorposten zurück, wurde allerdings von Kavallerie und Artillerie so eingedeckt, dass er nach Spas ausweichen musste. Er erkannte die Gefahr einer Umgehung und ließ das eben eingetroffene 4. Linien-Infanterie-Regiment auf einer Anhöhe aufmarschieren, wo es die russische Armee mit zusammengefasstem Bataillonsfeuer sofort zum Stehen brachte. Deroy sah die Gelegenheit, den Feind zu schlagen, und ließ mit aufgepflanzten Bajonett zum Angriff antreten. Bei der Verfolgung der fliehenden Russen traf ihn eine Musketenkugel im Unterleib. Er gab trotz seiner tödlichen Verwundung noch die entscheidenden Befehle und ließ sich erst vom Gefechtsfeld tragen, als er den Sieg für entschieden hielt. Am 23. August 1812 starb Deroy in den Armen seines Neffen Ludwig von Deroy bei Polozk, wo er im Kirchhof von St. Xaver seine letzte Ruhestätte fand.
Mit Armeebefehl vom 31. Dezember 1812 genehmigte der König Max I. Joseph, dass die von Napoleon an Deroys Sterbebett verliehene Grafenwürde auf seine Witwe und seinen erstgeborenen Sohn übertragen und anerkannt wurde.

## Familienverhältnisse
Bernhard Erasmus von Deroy war in erster Ehe verheiratet mit Anna Katharina von Weiler (1756–1798). Mit ihr hatte er nur ein Kind, nämlich den Sohn:
- Franz Xaver Ferdinand von Deroy (1778–1829) ⚭ Maria Theresia Freiin von Scherer (1778–1849)

Nach dem Tod seiner ersten Gattin verheiratete sich General von Deroy mit Maria Franziska Freiin von Hertling (1765–1842), deren Bruder Philipp von Hertling (1756–1810) der Großvater des späteren deutschen Reichskanzlers und bayerischen Ministerpräsidenten Georg von Hertling (1843–1919) war. Aus dieser zweiten Ehe stammen vier Kinder:
- Max Joseph von Deroy (1800–1830)
- Friederike Antonie von Deroy (1801–1894)
- Antonie Marie Anna von Deroy (1804–?) ⚭ Franz Freiherr von Tautphöus
- Philipp Aloys Erasmus von Deroy (1806–1848) ⚭ Hortense Henriette Sophie Amélie de Tascher de La Pagerie (1814–1898),[4] deren Vater Pierre Claude Louis Robert Tascher de La Pagerie (1787–1861) wiederum der Cousin von Kaiser Napoleons erster Gattin Joséphine de Beauharnais war.

## Ehrungen

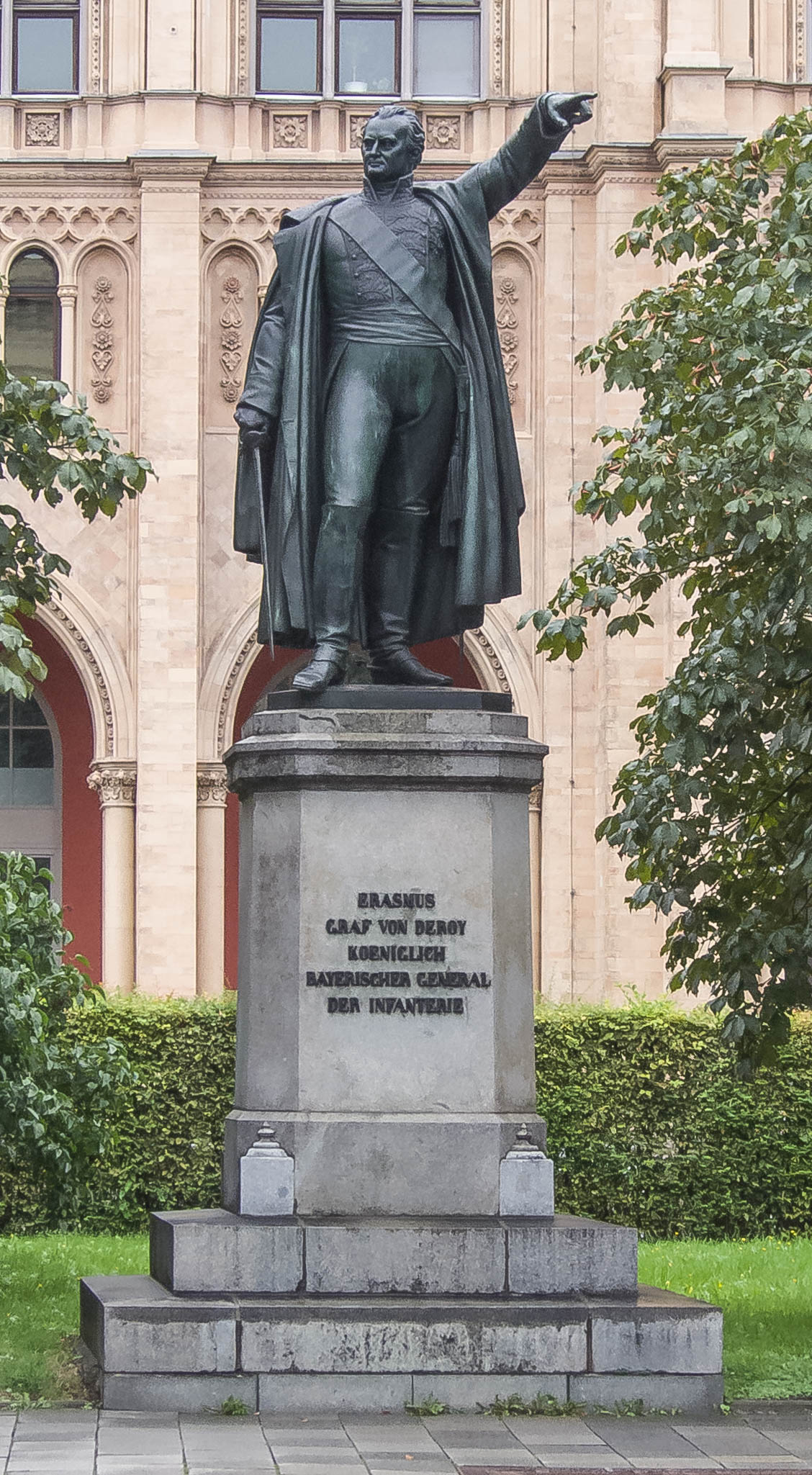
Bronzestandbild von Deroy (1856 von Johann Halbig) an der Maximilianstraße in München

- Militär-Ehrenzeichen, verliehen gemäß Armeebefehl vom 28. September 1804
- Großadler der französischen Ehrenlegion verliehen am 16. März 1805
- Großkreuz des Militär-Max-Joseph-Ordens, verliehen gemäß Armeebefehl vom 1. März 1806
- In München ist ihm 1856 ein von Johann Halbig modelliertes Bronzestandbild an der Maximilianstraße errichtet worden, das durch freiwillige Spenden der aktiven und pensionierten Offiziere finanziert wurde und dort noch heute steht.
- Das Vorwerk I der Festung Germersheim erhielt von König Ludwig I. die Benennung „Deroy-Feste“ (1842)
- In München ist die Deroystraße nach ihm benannt (bis 1923 Standort der Marsfeldkaserne, heute Sitz des dortigen Finanzamts)